# 델라웨어 식민지
델라웨어 식민지(Delaware Colony)는 1664년에서 1776년까지 현재 미국 델라웨어주 지역에 존재했던 영국령 식민지이다. 1776년 다른 12개 식민지와 함께 미합중국을 형성할 때까지 델라웨어 연방이 되었다.

## 개요
델라웨어 지역은 당초 퀘이커 교도 지역이었으며, 펜실베니아 식민지의 소유자 윌리엄 펜의 소유였다. 미국 독립 전쟁 초기의 문헌에서는 이 지역은 ‘델라웨어 강 하류의 3개 카운티’ 또는 그 3개의 카운티로 설명되어 있었다. ‘하류의 카운티’라는 말은 뉴캐슬 카운티, 켄트 카운티, 그리고 서섹스 카운티가 델라웨어강의 펜실베니아 식민지를 구성하는 지역보다 하류에 있었다는 말이었다.
1631년 네덜란드의 초기 개척지에서 1682년의 펜실베니아 식민지로 지배될 때까지 이후 델라웨어가 된 땅은 몇 번이나 주인이 바뀌었다. 이 때문에 델라웨어 식민지는 종교적으로도 문화적으로도 다양한 사람들로 구성될 수밖에 없는 매우 이질적인 사회가 되었다.
네덜란드가 아시아로 향하는 북서 항로를 찾기 위해서, 1609년 헨리 허드슨이 항해 도중 현재의 델라웨어 만에 들어갔다. 허드슨은 그곳을 남쪽 강(South River)라고 명명했는데, 1610년 사무엘 아고르가 바람에 밀려 경로를 벗어난 후에 강을 발견하여 다시 이름을 붙였다. 아고르는 나중에 그 버지니아 식민지 제2대 총독이었던, 제3대 델라웨어 남작 토마스 웨스트를 따서 강의 이름을 ‘델라웨어’라고 명명했다.
초기에는 네덜란드도, 영국도 이 땅에 개척지 건설에 관심을 보이지 않았다. 최초로 이 땅을 개척하려한 시도는 1631년에 네덜란드가 28명의 무리를 파견하여 루이스 크릭에 헨로핀 만 내륙에 요새를 건설한 것이었다. 이 최초의 식민지는 큰 고래떼가 있었다는 것과 고래 기름을 만들 수 있는 기지로 건설되었다. 그러나 1632년, 식민지 개척민의 오해로 인해 선주민인 인디언을 학살되게 되었다.
1638년, 뉴스웨덴 회사와 피터 미뉴잇이 델라웨어의 첫 번째 영구 개척지를 만들고 민쿼스킬에 전초 기지를 건설했다. 이 스웨덴 개척지의 전초 기지는 스웨덴의 여왕을 기리는 의미에서 크리스티나 요새로 개명되었다. 초기의 유명한 지사는 요한 프린츠 대령이며, 이 새로운 식민지를 10년간 지배했고, 1654년에 존 라이징과 교체됐다. 그러나 이듬해 1655년에 스웨덴의 지배는 끝났다. 페터 스토이베산트가 네덜란드 함대를 이끌고 나타나 스웨덴 요새를 점령하고 식민지 지배권을 강탈했다. 뉴암스테르담 시가 건설되었고, 모피 무역의 중심으로 식민지 관리본부가 되었다.
1664년, 영국의 요크 공 제임스가 뉴암스테르담을 점령한 후, 로버트 카 경이 델라웨어 강에 파견되었다. 카는 뉴암스테르담을 빼앗고 그곳을 뉴캐슬로 개명했다. 이로써 네덜란드의 식민지 지배도 사실상 끝이 났고, 북미에서 네덜란드는 영유권 주장을 할 수 없게 되었다. 델라웨어는 1664년부터 1682년까지 요크 공의 대리인에 의해 뉴욕 식민지에서 지배되었다.
1681년에 윌리엄 펜이 영국 왕 찰스 2세로부터 펜실베니아 식민지를 인가를 받은 후 펜은 요크 공에게 델라웨어의 땅을 요청했고, 이후 받게 되었다. 델라웨어는 다양한 민족의 섞여있고, 경제적으로, 지리적으로 체사피크의 그것과 매우 유사했기 때문에 통치가 매우 어려웠다. 펜은 펜실베니아와 델라웨어 하류 카운티 정부를 합병시키려 했다. 쌍방의 지역 대표가 격렬하게 충돌했기 때문에, 1701년 펜은 독립된 의회를 두 곳 모두 가지는 데 동의했다. 델라웨어 사람은 뉴캐슬에서 모여, 펜실베니아 사람은 필라델피아에서 의회를 열게 되었다. 델라웨어는 메릴랜드와는 다르지만, 필라델피아처럼 스웨덴, 핀란드, 네덜란드, 프랑스인 및 영국인의 민족의 용광로가 되었고, 영국 출신의 사람들이 지배적인 문화를 구성했다.

## 같이 보기
- 13개 식민지